# Такато (княжество)
Княжество Такато (яп. 高遠藩 Такато-хан) — феодальное княжество (хан) в Японии периода Эдо (1600—1871). Такато-хан располагался в провинции Синано (современная префектура Нагано) на острове Хонсю.

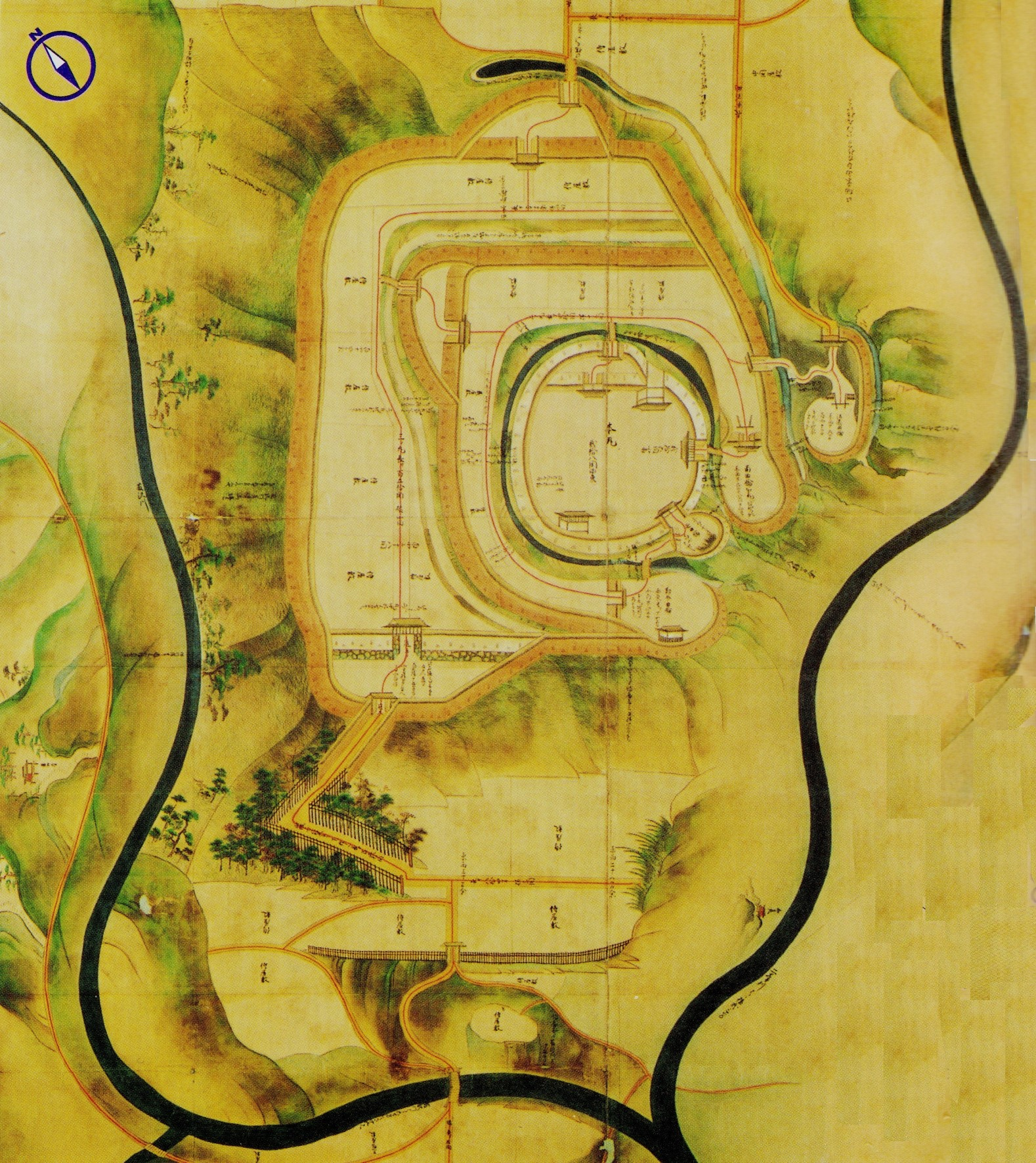
Карта замка Такато, административного центра княжества Такато

Административный центр хана: Замок Такато в провинции Синано (современный город Ина в префектуре Нагано).
Доходы хана:
- 1600—1636 годы — 25 000 — 30 000 коку риса
- 1636—1689 годы — 32 000 коку риса
- 1691—1871 годы — 33 000 коку риса

## История
В период Сэнгоку территорией вокруг замка Такато управлял Такато Ёрицугу (ум. 1552). В 1545 году замок Такато захватил Такэда Сингэн и позднее передал его одному из своих сыновей, Нисине Моринобу (1557—1582). В 1582 году замок осадил Ода Нобунага, во время осады Нисина Моринобу был убит. Затем доменом Такато владел Хосина Масатоси (1509—1593), приверженец Токугава Иэясу.
После битвы при Сэкигахара в 1600 году и создания сёгуната Токугава в 1603 году Хосина Масамицу (1561—1631), внук Масатоси, стал первым даймё Такато-хана (25 000 коку риса). Масамицу усыновил четвертого сына сёгуна Токугава Хидэтада, Хосина Масаюки, и получил в 1618 году в награду еще 5 000 коку. В 1631 году после смерти Хосина Масамицу ему наследовал его приёмный сын Хосина Масаюки (1611—1673). В 1636 году после смерти Токугава Хидэтада Хосина Масаюки был переведен в Ямагата-хан в провинции Дэва с доходом 200 000 коку.
В 1636 году в Такато-хан был переведен Тории Тадахару (1624—1663), третий сын Тории Тадамасы (1567—1628), даймё Ямагата-хана, с доходом 30 000 коку риса. Следующий даймё, Тории Таданори (1646—1689), скончался под домашним арестом из-за скандала в Эдо в 1689 году. Главенство в роду Тории было передано его второму сыну Тории Тадатеру (1665—1716), который в 1689 году получил во владение домен Симамура-хан в провинции Ното (10 000 коку).
В 1689—1691 годах Такато-хан находился под прямым управлением сёгуната Токугава. В 1691 году новым правителем княжества стал Найто Киёкадзу (1645—1714), 2-й даймё Тондабаяси-хана в провинции Сэтцу (1690—1691). При втором даймё, Найто Киёнори (1714—1735), княжество стало испытывать финансовые проблемы.
7-й даймё Такато-хана, Найто Ёриясу (1820—1859), курировал много проектов в области развития своего княжества, в том числе торговый рынок, плантации шелковицы, учебные заведения и др. Но эти реформы привели к многочисленным крестьянским восстаниям и нестабильности в княжестве.
В период Бакумацу Найто Ёринао, последний (8-й) даймё Такато-хана, создал княжескую школу и принимал участие в военных кампаниях сёгуната Токугава против Тёсю-хана. Во время Войны Босин в 1868 году даймё Такато-хана перешел на сторону нового императорского правительства Мэйдзи и отправил свой воинский контингент для участия в битвах при Хокуэцу и Айдзу. После поражения сёгуната Найто Ёринао был назначен императором губернатором своего княжества.
В июле 1871 года Такато-хан был ликвидирован. На территории бывшего княжества первоначально была создана префектура Такато, которая в декабре того же года была включена в префектуру Цукама, которая позднее стала частью современной префектуры Нагано.

## Список даймё
| #                            | Имя и годы жизни                           | Годы правления | Титул                         | Ранг                        | Кокудара            |
| ---------------------------- | ------------------------------------------ | -------------- | ----------------------------- | --------------------------- | ------------------- |
| Род Хосина (фудай) 1600—1636 |                                            |                |                               |                             |                     |
| 1                            | Хосина Масамицу (1561-1631) (яп. 保科正光) | 1600-1631      | Бунго-но-ками (肥後守)        | Пятый нижний (従五位下)     | 25,000->30,000 коку |
| 2                            | Хосина Масаюки (1611-1673) (яп. 保科正之)  | 1631-1636      | Укон-но-уэ-тюдзо (左近衛中将) | Четвёртый нижний (従四位下) | 30,000 коку         |
| Род Тории (фудай) 1636—1689  |                                            |                |                               |                             |                     |
| 1                            | Тории Тадахару (1624-1663) (яп. 鳥居忠春)  | 1636-1663      | Шузен-но-ками (主膳正)        | Пятый нижний (従五位下)     | 32,000 коку         |
| 2                            | Тории Тадахару (1646-1689) (яп. 鳥居忠則)  | 1663-1689      | Сакё-но-сукэ (左京亮)         | Пятый нижний (従五位下)     | 32,000 'коку        |
|                              | Сёгунат Токугава                           | 1689-1691      |                               |                             |                     |
| Род Найто (фудай) 1691—1871  |                                            |                |                               |                             |                     |
| 1                            | Найто Киёкадзу (1645-1714) (яп. 内藤清枚)  | 1691-1714      | Танго-но-ками (丹後守)        | Пятый нижний (従五位下)     | 33,000 коку         |
| 2                            | Найто Киёнори (1697-1735)) (яп. 内藤頼卿)  | 1714-1735      | Ига-но-ками (伊賀守)          | Пятый нижний (従五位下)     | 33,000 коку         |
| 3                            | Найто Ёриюки (1708-1780) (яп. 内藤頼由)    | 1735-1776      | Ямато-но-ками (大和守)        | Пятый нижний (従五位下)     | 33,000 коку         |
| 4                            | Найто Ёритака (1752-1776) (яп. 内藤頼尚)   | 1776-1776      | Ига-но-ками (伊賀守)          | Пятый нижний (従五位下)     | 33,000 коку         |
| 5                            | Найто Ёриёси (1771-1791) (яп. 内藤長好)    | 1776-1791      | Ямато-но-ками (大和守)        | Пятый нижний (従五位下)     | 33,000 коку         |
| 6                            | Найто Ёримоти (1776-1856) (яп. 内藤頼以)   | 1791-1820      | Ямато-но-ками (大和守)        | Пятый нижний (従五位下)     | 33,000 коку         |
| 7                            | Найто Ёриясу (1800-1862) (яп. 内藤頼寧)    | 1820-1859      | Ямато-но-ками (大和守)        | Пятый нижний (従五位下)     | 33,000 коку         |
| 8                            | Найто Ёринао (1840-1879) (яп. 内藤頼直)    | 1859-1871      | Ямато-но-ками (大和守)        | Пятый нижний (従五位下)     | 33,000 коку         |